# Copa Federació 2019 (tennis)
La Copa Federació 2019 de tennis, coneguda oficialment com a Fed Cup by BNP Paribas 2019, correspon a la 57a edició de la Copa Federació de tennis, la competició nacional de tennis més important en categoria femenina.
L'equip francès va guanyar el tercer títol del seu palmarès.

## Grup Mundial
| Equips participants | Equips participants | Equips participants | Equips participants |
| ------------------- | ------------------- | ------------------- | ------------------- |
| Alemanya            | Austràlia           | Bèlgica             | Belarús (3)         |
| Estats Units (2)    | França (4)          | Romania             | Txèquia (1)         |

### Quadre
|  | Primera ronda 9 - 10 de febrer           | Primera ronda 9 - 10 de febrer | Primera ronda 9 - 10 de febrer |                                       |         | Semifinals 20 - 21 d'abril | Semifinals 20 - 21 d'abril | Semifinals 20 - 21 d'abril |   |  | Final 9 - 10 de novembre | Final 9 - 10 de novembre | Final 9 - 10 de novembre |
|  |                                          |                                |                                |                                       |         |                            |                            |                            |   |  |                          |                          |                          |
|  | Ostrava, República Txeca (dura interior) |                                |                                |                                       |         |                            |                            |                            |   |  |                          |                          |                          |
|  | 1                                        | Txèquia                        | 2                              |                                       |         |                            |                            |                            |   |  |                          |                          |                          |
|  | 1                                        | Txèquia                        | 2                              | Rouen, França (terra batuda interior) |         |                            |                            |                            |   |  |                          |                          |                          |
|  |                                          | Romania                        | 3                              |                                       |         |                            |                            |                            |   |  |                          |                          |                          |
|  |                                          | Romania                        | 3                              |                                       | Romania | 2                          |                            |                            |   |  |                          |                          |                          |
|  | Lieja, Bèlgica (dura interior)           |                                |                                |                                       | Romania | 2                          |                            |                            |   |  |                          |                          |                          |
|  |                                          | 4                              | França                         | 3                                     |         |                            |                            |                            |   |  |                          |                          |                          |
|  | 4                                        | 4                              | França                         | 3                                     | França  | 3                          |                            |                            |   |  |                          |                          |                          |
|  | 4                                        |                                |                                |                                       | França  | 3                          | Perth, Austràlia (dura)    |                            |   |  |                          |                          |                          |
|  |                                          | Bèlgica                        | 1                              |                                       |         |                            |                            |                            |   |  |                          |                          |                          |
|  |                                          |                                |                                |                                       |         |                            | 4                          | França                     | 3 |  |                          |                          |                          |
|  | Braunschweig, Alemanya (dura interior)   |                                |                                |                                       |         |                            | 4                          | França                     | 3 |  |                          |                          |                          |
|  |                                          |                                | Austràlia                      | 2                                     |         |                            |                            |                            |   |  |                          |                          |                          |
|  |                                          | Alemanya                       | Austràlia                      | 2                                     | 0       |                            |                            |                            |   |  |                          |                          |                          |
|  |                                          | Alemanya                       | Brisbane, Austràlia (dura)     |                                       | 0       |                            |                            |                            |   |  |                          |                          |                          |
|  | 3                                        | Belarús                        | 4                              |                                       |         |                            |                            |                            |   |  |                          |                          |                          |
|  | 3                                        | Belarús                        | 4                              |                                       | 3       | Belarús                    | 2                          |                            |   |  |                          |                          |                          |
|  | Asheville, Estats Units (dura interior)  |                                |                                |                                       | 3       | Belarús                    | 2                          |                            |   |  |                          |                          |                          |
|  |                                          |                                | Austràlia                      | 3                                     |         |                            |                            |                            |   |  |                          |                          |                          |
|  |                                          | Austràlia                      | Austràlia                      | 3                                     | 3       |                            |                            |                            |   |  |                          |                          |                          |
|  |                                          | Austràlia                      |                                |                                       | 3       |                            |                            |                            |   |  |                          |                          |                          |
|  | 2                                        | Estats Units                   | 2                              |                                       |         |                            |                            |                            |   |  |                          |                          |                          |

## Play-off del Grup Mundial I
Els partits del Play-off del Grup Mundial I es van disputar el 20 i 21 d'abril de 2019 i hi van participar els quatre equips perdedors del Grup Mundial I i els quatre equips guanyadors del del Grup Mundial II. L'elecció dels caps de sèrie es va basar en el rànquing de la Copa Federació.
| Seu (superfície)                                                           | Equip local      | Resultat | Equip visitant |
| -------------------------------------------------------------------------- | ---------------- | -------- | -------------- |
| National Tennis Centre, Prostejov, República Txeca (terra batuda interior) | Txèquia (1)      | 4 − 0    | Canadà         |
| Freeman Coliseum, San Antonio, Estats Units (dura interior)                | Estats Units (2) | 3 − 2    | Suïssa         |
| Arena Riga, Riga, Letònia (dura interior)                                  | Letònia          | 1 − 3    | Alemanya (3)   |
| Lange Munte, Kortrijk, Bèlgica (dura interior)                             | Bèlgica (4)      | 2 − 3    | Espanya        |

## Grup Mundial II
Els partits del Grup Mundial II es van disputar el 9 i 10 de febrer de 2019. Els vencedors van accedir al Play-off del Grup Mundial, mentre que els derrotats van accedir al Play-off del Grup Mundial II.
| Seu (superfície)                                           | Equip local       | Resultat | Equip visitant |
| ---------------------------------------------------------- | ----------------- | -------- | -------------- |
| Swiss Tennis Arena, Biel/Bienne, Suïssa (dura interior)    | Suïssa (1)        | 3 − 1    | Itàlia         |
| Maaspoort, 's-Hertogenbosch, Països Baixos (dura interior) | Països Baixos (2) | 0 − 4    | Canadà         |
| Arena Riga, Riga, Letònia (dura interior)                  | Letònia           | 4 − 0    | Eslovàquia (3) |
| Sogo Gymnastic Hall, Kitakyūshū, Japó (dura interior)      | Japó (4)          | 2 − 3    | Espanya        |

## Play-off del Grup Mundial II
Els partits del Play-off del Grup Mundial II es van disputar el 20 i 21 d'abril de 2019 i hi van participar els quatre equips perdedors del Grup Mundial II i els quatre equips classificats del Grup I del sectors. L'elecció dels caps de sèrie es va basar en el rànquing de la Copa Federació.
| Seu (superfície)                                              | Equip local    | Resultat | Equip visitant    |
| ------------------------------------------------------------- | -------------- | -------- | ----------------- |
| CSKA Indoor Track, Moscou, Rússia (terra batuda interior)     | Rússia (1)     | 4 − 0    | Itàlia            |
| ITC Utsubo Tennis Center, Osaka, Japó (dura)                  | Japó           | 4 − 0    | Països Baixos (2) |
| Copper Box Arena, Londres, Regne Unit (dura interior)         | Regne Unit (3) | 3 − 1    | Kazakhstan        |
| AXA Arena NTC, Bratislava, Eslovàquia (terra batuda interior) | Eslovàquia (4) | 3 − 1    | Brasil            |

## Sector Àfrica/Europa

### Grup I
Els partits del Grup I del sector africano-europeu es van disputar entre el 6 i el 9 de febrer de 2019 entre dues seus diferents. Set països dividits en dos grups sobre pista dura interior en el Hala Widowiskowo-Sportowa de Zielona Góra (Polònia), i vuit equips en dos grups més sobre pista dura interior en la University of Bath, de Bath (Anglaterra). Els vencedors dels grups es van enfrontar en una eliminatòria, i els dos vencedors van accedir al Play-off del Grup Mundial II. El mateix cas pels perdedors dels quatre grups, on els perdedors van descendir al Grup II del sector Àfrica/Europa.
Grup A (Zielona Góra)
|            | Polònia | Dinamarca | Rússia | V − D | Partits | Pos. |
| Rússia (1) |         | 2−1       | 3−0    | 2−0   | 5−1     | 1    |
| Polònia    | 1−2     |           | 3−0    | 1−1   | 4−2     | 2    |
| Dinamarca  | 0−3     | 0−3       |        | 0−2   | 0−6     | 3    |

Grup B (Zielona Góra)
|             | Estònia | Bulgària | Suècia | Ucraïna | V − D | Partits | Pos. |
| Ucraïna (3) |         | 3−0      | 2−1    | 1−2     | 2−1   | 6−2     | 2    |
| Estònia     | 0−3     |          | 1−2    | 1−2     | 0−3   | 2−7     | 4    |
| Bulgària    | 1−2     | 2−1      |        | 0−3     | 1−2   | 3−6     | 3    |
| Suècia      | 2−1     | 2−1      | 3−0    |         | 4−0   | 7−2     | 1    |

Play-offs (Zielona Góra)
| Ronda        | Equip A    | Resultat | Equip B     |
| ------------ | ---------- | -------- | ----------- |
| Ascens       | Rússia (1) | 2 − 0    | Suècia      |
| Tercer/Quart | Polònia    | 2 − 1    | Ucraïna (3) |
| Cinquè       |            |          | Bulgària    |
| Descens      | Dinamarca  | 0 − 2    | Estònia     |

Grup A (Bath)
|                | Hongria | Grècia | Eslovènia | Regne Unit | V − D | Partits | Pos. |
| Regne Unit (2) |         | 2−0    | 3−0       | 3−0        | 3−0   | 8−0     | 1    |
| Hongria        | 0−2     |        | 2−1       | 3−0        | 2−1   | 5−3     | 2    |
| Grècia         | 0−3     | 1−2    |           | 2−1        | 1−2   | 3−6     | 3    |
| Eslovènia      | 0−3     | 0−3    | 1−2       |            | 0−3   | 1−8     | 4    |

Grup B (Bath)
|            | Croàcia | Turquia | Geòrgia | Sèrbia | V − D | Partits | Pos. |
| Sèrbia (4) |         | 2−1     | 3−0     | 2−1    | 3−0   | 7−2     | 1    |
| Croàcia    | 1−2     |         | 2−1     | 2−1    | 2−1   | 5−4     | 2    |
| Turquia    | 0−3     | 1−2     |         | 3−0    | 1−2   | 4−5     | 3    |
| Geòrgia    | 1−2     | 1−2     | 0−3     |        | 0−3   | 2−7     | 4    |

Play-offs (Bath)
| Ronda        | Equip A        | Resultat | Equip B    |
| ------------ | -------------- | -------- | ---------- |
| Ascens       | Regne Unit (2) | 2 − 0    | Sèrbia (4) |
| Cinquè/Vuitè | Hongria        | 2 − 0    | Croàcia    |
| Cinquè/Vuitè | Grècia         | 1 − 2    | Turquia    |
| Descens      | Eslovènia      | 2 − 0    | Geòrgia    |

### Grup II
Els partits del Grup II del sector africano-europeu es van disputar entre el 6 i el 9 de febrer de 2019 sobre pista dura interior en el National Tennis Centre de Esch-Sur-Alzette (Luxemburg). Dividits en dos grups de tres i quatre països, els dos primers classificats de cada grup es van enfrontar entre si en una eliminatòria, i els dos vencedors van accedir al Grup I del sector. El mateix cas pels perdedors d'ambdós grups, on els perdedors van descendir al Grup III del sector Àfrica/Europa.
Grup A
|                      | Àustria | Bòsnia i Hercegovina | Tunísia | V − D | Partits | Pos. |
| Àustria (1)          |         | 3−0                  | 2−1     | 2−0   | 5−1     | 1    |
| Bòsnia i Hercegovina | 0−3     |                      | 1−2     | 1−1   | 1−5     | 3    |
| Tunísia              | 1−2     | 2−1                  |         | 1−1   | 3−3     | 2    |

Grup B
|            | Israel | Luxemburg | Portugal | Sud-àfrica | V − D | Partits | Pos. |
| Israel (2) |        | 0−3       | 2−1      | 2−1        | 2−1   | 4−5     | 2    |
| Luxemburg  | 3−0    |           | 3−0      | 2−1        | 3−0   | 8−1     | 1    |
| Portugal   | 1−2    | 0−3       |          | 2−0        | 1−2   | 3−5     | 3    |
| Sud-àfrica | 1−2    | 1−2       | 0−2      |            | 0−3   | 2−6     | 4    |

Play-offs
| Ronda   | Equip A              | Resultat   | Equip B    |
| ------- | -------------------- | ---------- | ---------- |
| Ascens  | Àustria (1)          | 2 − 0      | Israel (2) |
| Ascens  | Tunísia              | 0 − 2      | Luxemburg  |
| Descens | Bòsnia i Hercegovina | 1 − 2      | Portugal   |
| Descens |                      | Sud-àfrica |            |

### Grup III
Els partits del Grup III del sector africano-europeu es van disputar entre el 15 i el 20 d'abril de 2019 entre dues seus diferents. Onze països dividits en quatre grups sobre pista dura interior en el Tali Tennis Center de Hèlsinki (Finlàndia), i onze equips en dos grups més sobre terra batuda exterior en el Ulcinj Bellevue de Ulcinj (Montenegro). Els vencedors dels grups es van enfrontar en una eliminatòria, i els dos vencedors van accedir al Grup II del sector.
Grup A (Hèlsinki)
|              | Lituània | Finlàndia | Malta | Islàndia | V − D | Partits | Pos. |
| Lituània (2) |          | 1−2       | 3−0   | 3−0      | 2−1   | 7−2     | 2    |
| Finlàndia    | 2−1      |           | 3−0   | 3−0      | 3−0   | 8−1     | 1    |
| Malta        | 0−3      | 0−3       |       | 2−1      | 1−2   | 2−7     | 3    |
| Islàndia     | 0−3      | 0−3       | 1−2   |          | 0−3   | 1−8     | 4    |

Grup B (Hèlsinki)
|                    | Xipre | Macedònia del Nord | Algèria | Kosovo | Rep. del Congo | V − D | Partits | Pos. |
| Xipre (3)          |       | 2−1                | 3−0     | 2−1    | 3−0            | 4−0   | 10−2    | 1    |
| Macedònia del Nord | 1−2   |                    | 3−0     | 1−2    | 3−0            | 2−2   | 8−4     | 3    |
| Algèria            | 0−3   | 0−3                |         | 1−2    | 3−0            | 1−3   | 4−8     | 4    |
| Kosovo             | 1−2   | 2−1                | 2−1     |        | 2−1            | 3−1   | 7−5     | 2    |
| Rep. del Congo     | 0−3   | 0−3                | 0−3     | 1−2    |                | 0−4   | 1−11    | 5    |

Play-offs (Hèlsinki)
| Ronda        | Equip A      | Resultat | Equip B            |
| ------------ | ------------ | -------- | ------------------ |
| Ascens       | Finlàndia    | 2 − 0    | Xipre (3)          |
| Tercer/Quart | Lituània (2) | 2 − 0    | Kosovo             |
| Cinquè/Sisè  | Malta        | 0 − 2    | Macedònia del Nord |
| Setè/Vuitè   | Islàndia     | 0 − 2    | Algèria            |
| Novè         |              |          | Rep. del Congo     |

Grup A (Ulcinj)
|             | Noruega | Armènia | Montenegro | V − D | Partits | Pos. |
| Noruega (1) |         | 3−0     | 3−0        | 2−0   | 6−0     | 1    |
| Armènia     | 0−3     |         | 0−3        | 0−2   | 0−6     | 3    |
| Montenegro  | 0−3     | 3−0     |            | 1−1   | 3−3     | 2    |

Grup B (Ulcinj)
|            | Egipte | Marroc | Irlanda | Kenya | V − D | Partits | Pos. |
| Egipte (4) |        | 2−1    | 2−1     | 3−0   | 3−0   | 7−2     | 1    |
| Marroc     | 1−2    |        | 1−2     | 3−0   | 1−2   | 5−4     | 3    |
| Irlanda    | 1−2    | 2−1    |         | 3−0   | 2−1   | 6−3     | 2    |
| Kenya      | 0−3    | 0−3    | 0−3     |       | 0−3   | 0−9     | 4    |

Play-offs (Ulcinj)
| Ronda        | Equip A     | Resultat | Equip B    |
| ------------ | ----------- | -------- | ---------- |
| Ascens       | Noruega (1) | 1 − 2    | Egipte (4) |
| Tercer/Quart | Montenegro  | 1 − 2    | Irlanda    |
| Cinquè/Sisè  | Armènia     | 0 − 3    | Marroc     |
| Setè         |             |          | Kenya      |

## Sector Amèrica

### Grup I
Els partits del Grup I del sector americà es van disputar entre el 6 i el 9 de febrer de 2019 sobre terra batuda exterior en el Club Campestre Sede Llanogrande de Medellín (Colòmbia). Dividits en dos grups de quatre països, els vencedors dels grups es van enfrontar en una eliminatòria per determinar el país que va accedir al Play-off del Grup Mundial II. Els dos equips pitjor classificats dels grups es van enfrontar en una eliminatòria, on els perdedor va descendir al Grup II del sector Amèrica.
Grup A
|              | Paraguai | Mèxic | Colòmbia | Equador | V − D | Partits | Pos. |
| Paraguai (1) |          | 2−1   | 1−2      | 3−0     | 2−1   | 6−3     | 1    |
| Mèxic        | 1−2      |       | 2−1      | 3−0     | 2−1   | 6−3     | 2    |
| Colòmbia     | 2−1      | 1−2   |          | 2−1     | 2−1   | 5−4     | 3    |
| Equador      | 0−3      | 0−3   | 1−2      |         | 0−3   | 1−8     | 4    |

Grup B
|               | Argentina | Brasil | Xile | Puerto Rico | V − D | Partits | Pos. |
| Argentina (2) |           | 1−2    | 0−3  | 2−1         | 1−2   | 3−6     | 3    |
| Brasil        | 2−1       |        | 3−0  | 2−1         | 3−0   | 7−2     | 1    |
| Xile          | 3−0       | 0−3    |      | 3−0         | 2−1   | 6−3     | 2    |
| Puerto Rico   | 1−2       | 1−2    | 0−3  |             | 0−3   | 2−7     | 4    |

Play-offs
| Ronda        | Equip A      | Resultat | Equip B       |
| ------------ | ------------ | -------- | ------------- |
| Ascens       | Paraguai (1) | 0 − 2    | Brasil        |
| Tercer/Quart | Mèxic        | 1 − 2    | Xile          |
| Descens      | Colòmbia     | 2 − 1    | Puerto Rico   |
| Descens      | Equador      | 1 − 2    | Argentina (2) |

### Grup II
Els partits del Grup II del sector americà es van disputar entre el 17 i el 20 d'abril de 2019 entre dues seus diferents. Set països dividits en dos grups sobre pista dura exterior en el Centro Nacional de Tenis de Santo Domingo (República Dominicana), i set equips en dos grups més sobre terra batuda exterior en el Tennis Club Las Terrazas Miraflores de Lima (Perú). Els vencedors dels grups es van enfrontar en una eliminatòria, i els dos vencedors van accedir al Grup I del sector.
Grup (Santo Domingo)
|                      | Veneçuela | Guatemala | Cuba | República Dominicana | Uruguai | V − D | Partits | Pos. |
| Veneçuela (2)        |           | 2−1       | 3−0  | 3−0                  | 3−0     | 4−0   | 11−1    | 1    |
| Guatemala (3)        | 1−2       |           | 3−0  | 3−0                  | 3−0     | 3−1   | 10−2    | 2    |
| Cuba                 | 0−3       | 0−3       |      | 0−2                  | 1−2     | 0−4   | 1−10    | 5    |
| República Dominicana | 0−3       | 0−3       | 2−0  |                      | 1−2     | 1−3   | 3−8     | 4    |
| Uruguai              | 0−3       | 0−3       | 2−1  | 2−1                  |         | 2−2   | 4−8     | 3    |

Grup A (Lima)
|          | Perú | Bolívia | Panamà | V − D | Partits | Pos. |
| Perú (1) |      | 2−1     | 3−0    | 2−0   | 5−1     | 1    |
| Bolívia  | 1−2  |         | 3−0    | 1−1   | 4−2     | 2    |
| Panamà   | 0−3  | 0−3     |        | 0−2   | 0−6     | 3    |

Grup B (Lima)
|                   | Bahames | Trinitat i Tobago | Barbados | V − D | Partits | Pos. |
| Bahames (4)       |         | 2−1               | 3−0      | 2−0   | 5−1     | 1    |
| Trinitat i Tobago | 1−2     |                   | 3−0      | 1−1   | 4−2     | 2    |
| Barbados          | 0−3     | 0−3               |          | 0−2   | 0−6     | 3    |

Play-offs (Lima)
| Ronda        | Equip A  | Resultat | Equip B           |
| ------------ | -------- | -------- | ----------------- |
| Ascens       | Perú (1) | 2 − 0    | Bahames (4)       |
| Tercer/Quart | Bolívia  | 2 − 0    | Trinitat i Tobago |
| Cinquè/Sisè  | Panamà   | 3 − 0    | Barbados          |

## Sector Àsia/Oceania

### Grup I
Els partits del Grup I del sector asiàtico-oceànic es van disputar entre el 6 i el 9 de febrer de 2019 sobre pista dura interior del National Tennis Centre d'Astanà (Kazakhstan). Dividits en dos grups de tres i quatre països, els vencedors dels grups es van enfrontar en una eliminatòria per determinar el país que va accedir al Play-off del Grup Mundial II. Els dos equips pitjor classificats dels grups es van enfrontar en una eliminatòria, on els perdedor va descendir al Grup II del sector Àsia/Oceania.
Grup A
|                | Kazakhstan | Índia | Tailàndia | V − D | Partits | Pos. |
| Kazakhstan (1) |            | 3−0   | 3−0       | 2−0   | 6−0     | 1    |
| Índia          | 0−3        |       | 2−1       | 1−1   | 2−4     | 2    |
| Tailàndia      | 0−3        | 1−2   |           | 0−2   | 1−5     | 3    |

Grup B
|                     | R.P. de la Xina | Corea del Sud | Indonèsia | Pacific Oceania | V − D | Partits | Pos. |
| R.P. de la Xina (2) |                 | 3−0           | 3−0       | 3−0             | 3−0   | 9−0     | 1    |
| Corea del Sud       | 0−3             |               | 3−0       | 3−0             | 2−1   | 6−3     | 2    |
| Indonèsia           | 0−3             | 0−3           |           | 3−0             | 1−2   | 3−6     | 3    |
| Pacific Oceania     | 0−3             | 0−3           | 0−3       |                 | 0−3   | 0−9     | 4    |

Play-offs
| Ronda        | Equip A        | Resultat        | Equip B             |
| ------------ | -------------- | --------------- | ------------------- |
| Ascens       | Kazakhstan (1) | 2 − 1           | R.P. de la Xina (2) |
| Tercer/Quart | Índia          | 1 − 2           | Corea del Sud       |
| Descens      | Tailàndia      | 1 − 2           | Indonèsia           |
| Descens      |                | Pacific Oceania |                     |

### Grup II
Els partits del Grup II del sector asiàtico-oceànic es van disputar entre el 12 i el 15 de juny, i 19 i 23 de juny de 2019 entre dues seus diferents. Vuit països dividits en dos grups sobre pista dura exterior en el Dushanbe Central Stadium de Duixanbe (Tadjikistan), i set equips en dos grups més sobre pista dura exterior en el National Tennis Centre de Kuala Lumpur (Malàisia). Els vencedors dels grups es van enfrontar en una eliminatòria, i els dos vencedors van accedir al Grup I del sector.
Grup A (Kuala Lumpur)
|                | Uzbekistan | Malàisia | Turkmenistan | V − D | Partits | Pos. |
| Uzbekistan (1) |            | 3−0      | 3−0          | 2−0   | 6−0     | 1    |
| Malàisia       | 0−3        |          | 3−0          | 1−1   | 3−3     | 2    |
| Turkmenistan   | 0−3        | 0−3      |              | 0−2   | 0−6     | 3    |

Grup B (Kuala Lumpur)
|               | Hong Kong | Nova Zelanda | Pakistan | Bangladesh | V − D | Partits | Pos. |
| Hong Kong (3) |           | 3−0          | 3−0      | 3−0        | 3−0   | 9−0     | 1    |
| Nova Zelanda  | 0−3       |              | 3−0      | 3−0        | 2−1   | 6−3     | 2    |
| Pakistan      | 0−3       | 0−3          |          | 3−0        | 1−2   | 3−6     | 3    |
| Bangladesh    | 0−3       | 0−3          | 0−3      |            | 0−3   | 0−9     | 4    |

Play-offs (Kuala Lumpur)
| Ronda        | Equip A        | Resultat | Equip B       |
| ------------ | -------------- | -------- | ------------- |
| Ascens       | Uzbekistan (1) | 2 − 1    | Hong Kong (3) |
| Tercer/Quart | Malàisia       | 1 − 2    | Nova Zelanda  |
| Cinquè/Sisè  | Turkmenistan   | 2 − 1    | Pakistan      |
| Setè         |                |          | Bangladesh    |

Grup A (Duixanbe)
|                 | Xina Taipei | Filipines | Tadjikistan | V − D | Partits | Pos. |
| Xina Taipei (2) |             | 3−0       | 3−0         | 2−0   | 6−0     | 1    |
| Filipines       | 0−3         |           | 3−0         | 1−1   | 3−3     | 2    |
| Tadjikistan     | 0−3         | 0−3       |             | 0−2   | 0−6     | 3    |

Grup B (Duixanbe)
|              | Singapur | Sri Lanka | Iran | V − D | Partits | Pos. |
| Singapur (4) |          | 2−1       | 3−0  | 2−0   | 5−1     | 1    |
| Sri Lanka    | 1−2      |           | 2−1  | 1−1   | 3−3     | 2    |
| Iran         | 0−3      | 1−2       |      | 0−2   | 1−5     | 3    |

Play-offs (Duixanbe)
| Ronda        | Equip A         | Resultat | Equip B      |
| ------------ | --------------- | -------- | ------------ |
| Ascens       | Xina Taipei (1) | 2 − 0    | Singapur (4) |
| Tercer/Quart | Filipines       | 2 − 0    | Sri Lanka    |
| Cinquè/Sisè  | Tadjikistan     | 1 − 2    | Iran         |

## Resum
| Grup            | Grup      | Països                                                               |
| --------------- | --------- | -------------------------------------------------------------------- |
| Grup Mundial    | Campió    | França                                                               |
| Grup Mundial    | Finalista | Austràlia                                                            |
| Grup Mundial    | Descens   | Bèlgica                                                              |
| Grup Mundial II | Ascens    | Espanya                                                              |
| Grup Mundial II | Descens   | Itàlia, Països Baixos                                                |
| Grup I          | Ascens    | Regne Unit, Rússia                                                   |
| Grup I          | Descens   | Dinamarca, Equador, Geòrgia, Pacific Oceania, Puerto Rico, Tailàndia |
| Grup II         | Ascens    | Àustria, Luxemburg, Perú, Uzbekistan, Veneçuela, Xina Taipei         |
| Grup II         | Descens   | Bòsnia i Hercegovina, Sud-àfrica                                     |
| Grup III        | Ascens    | Egipte, Finlàndia                                                    |